# Barbie en het Zwanenmeer
Barbie en het Zwanenmeer (Engels: Barbie of Swan Lake) is de derde speelfilm van Barbie en de tweede die op een ballet is gebaseerd. De digitale animatie- en direct-naar-videofilm kwam uit op 30 september 2003 en is gebaseerd op het klassiek ballet Het Zwanenmeer van Tsjaikovski. Barbie vertolkt hierin de rol van Odette, een meisje dat in een zwaan verandert.  

## Verhaal
De vader van Odette is bakker. Odette volgt een eenhoorn naar het Betoverde Bos, waar ze door de boosaardige tovenaar Roodbaard in een zwaan wordt veranderd. Roodbaard is van plan de Sprookjesprinses van de troon te stoten om zelf de macht in handen te nemen.

## Ballet
Peter Martins verzorgde de choreografie in de film. Om de dansbewegingen er zo echt mogelijk te laten uitzien, werd er gebruikgemaakt van motion capture. Voor Odette en prins Daniel voerden de danser Maria Kowroski en Charles Askegard de choreografie uit. Daarnaast stond Ellen Bar in voor de Sprookjesprinses, Benjamin Millepied voor Ivan, Abi Stafford voor de vos en Janie Taylor voor Carlita. Allen zijn ze dansers bij het New York City Ballet. 

## Muziek
Arnie Roth was verantwoordelijk voor de muziek en de meeste muziek die te horen is in de film is afkomstig van Het Zwanenmeer van Tsjaikovski. Daarnaast is er ook het lied Wings van Leslie Mills, geschreven door Jason Blume.

## Plaats binnen de Barbiefilms
| Vorige film                | Volgende film                               |
| -------------------------- | ------------------------------------------- |
| Barbie als Rapunzel (2002) | Barbie als de Prinses en de Bedelaar (2004) |

## Rolverdeling
| Personages       | Nederlandse stemmen | Engelse stemmen   |
| ---------------- | ------------------- | ----------------- |
| Barbie/Odette    | Laura Vlasblom      | Kelly Sheridan    |
| Shelly           | Kirsten Fennis      | Chantal Strand    |
| Vader van Odette | Filip Bolluyt       | Garry Chalk       |
| Marie            | Angelique de Boer   | Kathleen Barr     |
| Reggie           | Edward Reekers      | Brian Drummond    |
| Prins Daniel     | Bart Bosch          | Mark Hildreth     |
| Koningin         | Beatrijs Sluijter   | Gina Stockdale    |
| Lila             | Jody Pijper         | Venus Terzo       |
| Ivan             | Ruud Drupsteen      | Ian James Corlett |
| Carlita          | Lizemijn Libgott    | Nicole Oliver     |
| Sprookjesprinses | Jannemien Cnossen   | Kathleen Barr     |
| Roodbaard        | Victor van Swaay    | Kelsey Grammer    |
| Bewoner Burly    | Victor van Swaay    |                   |
| Odile            | Marjolein Algera    | Maggie Wheeler    |
| Erasmus          | Victor van Swaay    | Michael Dobson    |
| Peddler          | Filip Bolluyt       |                   |

## Nederlandse productie
- Vertaler - Marty de Bruijn
- Regie - Stephan Kern
- Techniek - Jurre Ording
- Mix - Jens Ryberg
- Productie - Barry Worsteling en Tenna Hornehøj
- Producer - Svend Christiansen
- Studio - Sun Studio a/s

## Overige informatie
- In elke Barbiefilm staat een zekere moraal centraal en deze wordt weergegeven op het einde van de aftiteling. Bij deze film is dat: 'You're braver than you think.'